# Birmania en los Juegos Olímpicos de Helsinki 1952
Birmania estuvo representada en los Juegos Olímpicos de Helsinki 1952 por cinco deportistas masculinos que compitieron en dos deportes.
El equipo olímpico no obtuvo ninguna medalla en estos Juegos.